# Coeliccia axinocercus
Coeliccia axinocercus är en trollsländeart som beskrevs av Maurits Anne Lieftinck 1974. Coeliccia axinocercus ingår i släktet Coeliccia och familjen flodflicksländor. Inga underarter finns listade i Catalogue of Life.